# Katharina Hacker

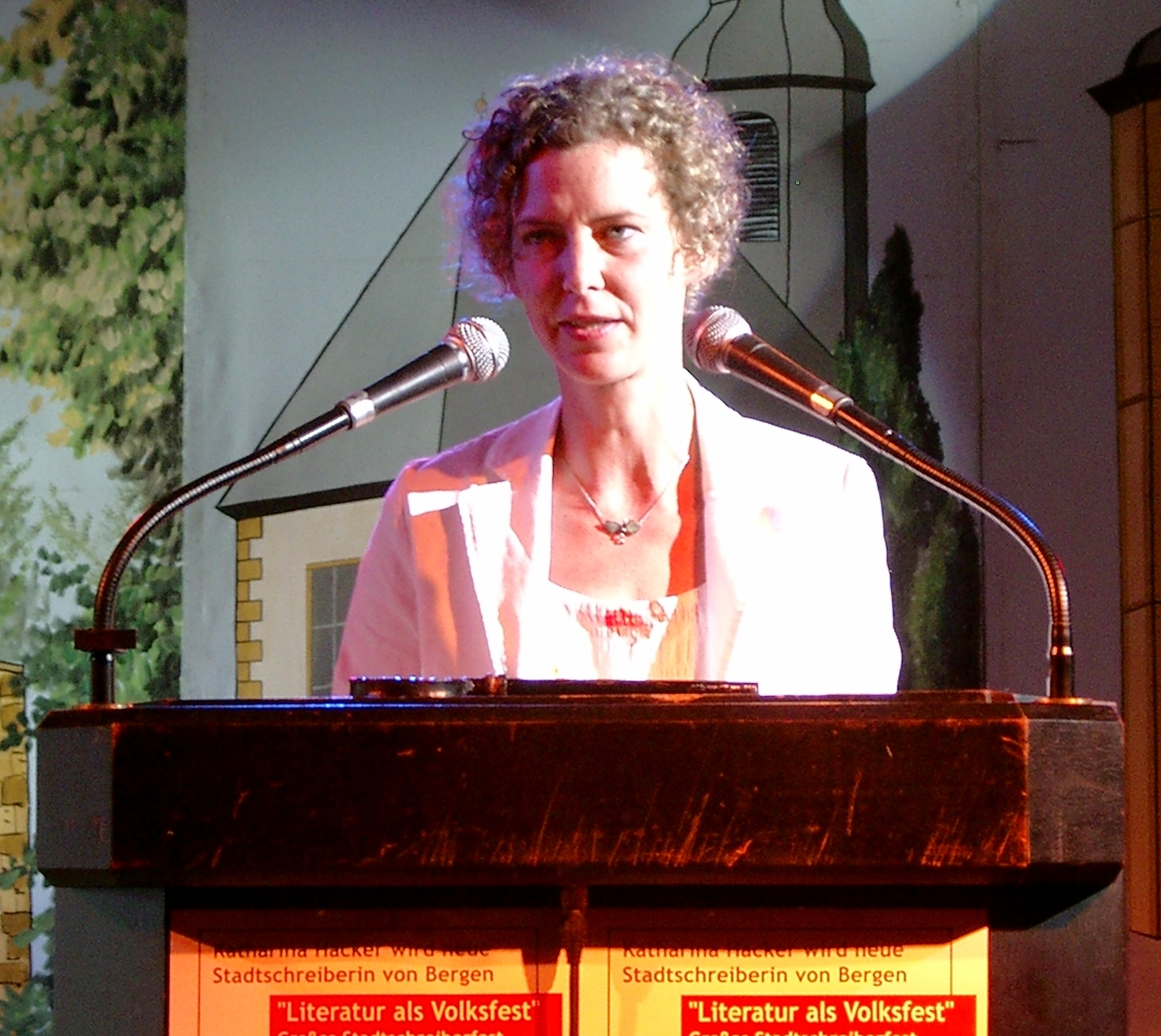
Katharina Hacker bei der Antrittsrede zum Stadtschreiberfest 2005

Katharina Hacker (* 11. Januar 1967 in Frankfurt am Main) ist eine deutsche Schriftstellerin. Ihr Schaffen umfasst erzählende und essayistische Prosa sowie Übersetzungen aus dem Hebräischen.

## Leben
Mit ihren Eltern – ihre Mutter ist Kunsthistorikerin, ihr Vater Neuroradiologe – verbrachte Katharina Hacker viel Zeit auf dem Land.
Hacker besuchte von 1975 bis 1986 das altsprachliche Heinrich-von-Gagern-Gymnasium in Frankfurt am Main. Ab 1986 studierte sie Philosophie, Geschichte und Judaistik an der Universität Freiburg. 1990 wechselte sie an die Hebräische Universität Jerusalem; parallel arbeitete sie als Deutschlehrerin und an der School for Cultural Studies in Tel Aviv. Sie schloss ihre Studien ohne einen akademischen Titel ab. Seit 1996 lebt sie als freie Autorin in Berlin. Im Herbst 2006 wurde ihr Roman Die Habenichtse mit dem Deutschen Buchpreis ausgezeichnet. Im Oktober 2013 trat sie dem Literarischen Beirat des digitalen Modellprojektes Fiktion bei. Mit Alles, was passieren wird veröffentlichte sie 2021 ihren ersten Roman für Jugendliche.
Im Oktober 2021 wurde Hacker in die Mainzer Akademie der Wissenschaften und der Literatur aufgenommen.

## Verlagswechsel
Im November 2009 teilte Katharina Hacker in einer Presseerklärung mit, dass sie die langjährige Zusammenarbeit mit dem Suhrkamp Verlag beendet habe. Grund dafür seien Auseinandersetzungen zwischen ihr und der Verlagsleitung über die gegen ihren Willen erfolgte Veröffentlichung ihres Romans Alix, Anton und die anderen, ihres „im Kern wichtigsten Buchs“, das Teil eines dreiteiligen Romanprojekts sei. Eine zu diesem Projekt gehörende Novelle ist im Mai 2010 im S. Fischer Verlag erschienen.

## Auszeichnungen
- 2001: Aufenthaltsstipendium für Schloss Wiepersdorf
- 2005: Stadtschreiberin von Bergen-Enkheim
- 2006: Deutscher Buchpreis
- 2006: Düsseldorfer Literaturpreis
- 2010: Stefan-Andres-Preis
- 2021: Droste-Preis[4]

## Werke

### Prosa
- Tel Aviv. Eine Stadterzählung. Suhrkamp (edition suhrkamp 2008), Frankfurt am Main 1997, ISBN 3-518-12008-5.
- Morpheus oder Der Schnabelschuh. Erzählungen. Suhrkamp (es 2092), Frankfurt am Main 1998, ISBN 3-518-12092-1.
- Skizze über meine Großmutter. In: Von denen Schnecken. Zwei Texte von Paulus Böhmer und Katharina Hacker. Dielmann, Frankfurt am Main 1999, ISBN 3-929232-53-7.
- Der Bademeister. Roman. Suhrkamp, Frankfurt am Main 2000; als Taschenbuch ebd. 2006, ISBN 3-518-45905-8.
- Eine Art Liebe. Roman. Suhrkamp, Frankfurt am Main 2003; als Taschenbuch ebd. 2005, ISBN 3-518-45692-X.
- Die Habenichtse. Roman. Suhrkamp, Frankfurt am Main 2006; als Taschenbuch ebd. 2007, ISBN 978-3-518-45910-2 (Platz 1 der Spiegel-Bestsellerliste vom 23. Oktober bis zum 26. November 2006).
- Überlandleitung. Prosagedichte. Suhrkamp, Frankfurt am Main 2007, ISBN 978-3-518-41909-0.
- Alix, Anton und die anderen. Roman. Suhrkamp, Frankfurt am Main 2009, ISBN 978-3-518-42127-7.
- Die Erdbeeren von Antons Mutter. S. Fischer Verlag, Frankfurt am Main 2010, ISBN 978-3-10-030064-5.
- Eine Dorfgeschichte. S. Fischer Verlag, Frankfurt am Main 2011, ISBN 978-3-10-030066-9.
- Skip. S. Fischer Verlag, Frankfurt am Main 2015, ISBN 978-3-10-030065-2.
- Darf ich dir das Sie anbieten? Minutenessays. Berenberg Verlag, Berlin 2019, ISBN 978-3-946334-57-6.
- Alles, was passieren wird. Roman für Jugendliche. Fischer Sauerländer, 2021, ISBN 978-3-7373-5820-0.
- Die Gäste. S. Fischer, Frankfurt am Main 2022, ISBN 978-3-103-97337-2.[5]
- Über Leben mit Tier. Berenberg Verlag, Berlin 2023. ISBN 978-3-949203-51-0.
- Handbuch für Traurigkeiten. Minutenessays. Berenberg Verlag, Berlin 2025, ISBN 978-3-911327-06-0.

### Rundfunkbeiträge
- Mit Baudelaire am Airport (Baudelaire und die Gedächtniskunst). Radio-Feature. Deutschlandradio 1998

### Übersetzungen
- Leah Aini: Eine muß da sein. Roman. Suhrkamp, Frankfurt am Main 1997, ISBN 3-518-40924-7
- Jossi Avni: Der Garten der toten Bäume. Roman in 15 Episoden (mit Markus Lemke). Männerschwarm, Hamburg 2000; Neuausgabe ebd. 2006, ISBN 3-935596-87-1

### Hörbuch
- Die Habenichtse. Sprecherin: Inga Busch. Bearbeitung und Regie: Gabi Rüth. 4 CDs. DAV, Berlin 2006, ISBN 3-89813-638-8